# ثيودور برلين
ثيودور برلين (بالإنجليزية: Theodore Berlin)‏ هو سياسي أمريكي، ولد في 17 أغسطس 1938 في نيويورك في الولايات المتحدة، وتوفي في مايو 1987. حزبياً، نشط في الحزب الديمقراطي. وقد انتخب عضو مجلس نواب بنسيلفانيا.